# Peitschenwurm
Der Peitschenwurm (Trichuris trichiura; synonym: Trichocephalus dispar) gehört zum Stamm der Fadenwürmer. Er hat einen fadenförmigen Kopfteil und ein kurzes, dickes Schwanzende. Er ist ein Parasit des Menschen und Verursacher der Trichuriasis. Es sind keine Zwischenwirte eingeschaltet. Der Parasit wurde um 1761 in Göttingen von Johann Georg Roederer bei Sektionen entdeckt.

## Verbreitung
Der Peitschenwurm ist weltweit verbreitet, jedoch am häufigsten in den Tropen und Subtropen anzutreffen. Rund 750 Millionen Menschen sind weltweit infiziert.

## Merkmale
Der Wurm wird bis zu 50 Millimeter lang, wobei das fadenförmige Vorderende fast zwei Drittel der Gesamtlänge des Wurmes einnimmt. Daran anschließend ist das Hinterende mit Darm und Geschlechtsorganen, welches ein stark verdicktes Aussehen hat. Dadurch sieht der Wurm peitschenähnlich aus, daher die Namensgebung.

## Lebenszyklus
Der erwachsene Wurm setzt sich im Übergangsbereich zwischen  Dünn- und Dickdarm fest, wo er vom Inhalt der Darmschleimhautzellen lebt, deren Wände er auflöst. Dort werden auch die Eier ausgeschieden und gelangen über die Faeces ins Freie. Es dauert 3 bis 4 Monate, bis die Eier reif werden und für eine erneute Infektion bereitstehen. Dabei schlüpft im Körper eine Larve, die sich im selben Gebiet wie der adulte Wurm festsetzt und sich mehrmals häutet.

## Schadwirkung
Der Peitschenwurm ist erst bei hohem Befall problematisch. Bei über 100 Würmern kommt es zu Durchfall, Blutungen und seltener zu einem lebensgefährlichen Ileus.

## Vorbeugung
Durch eine ausreichende Hygiene ist eine Vorbeugung möglich. Vermieden werden sollte auch der Verzehr von rohem Gemüse, wie etwa Salat, das mit Gülle gedüngt wurde.

## Behandlung
Mittel der Wahl zur Behandlung des Peitschenwurmbefalles sind die Arzneistoffe Mebendazol und Albendazol. Beide Präparate sollten nicht während der Schwangerschaft angewendet werden.

## Therapieoption bei Autoimmunerkrankungen
Die intestinale Applikation von Peitschenwürmern kann zur Therapie von einigen Autoimmunerkrankungen dienen.